# II liga polska w hokeju na lodzie (1990/1991)
II liga polska w hokeju na lodzie 1990/1991 – 36. sezon drugiego poziomu ligowego hokeja na lodzie w Polsce. Został rozegrany na przełomie 1990 i 1991 roku.

## Sezon zasadniczy
Uczestnicy II ligi zostali podzieleni na dwie grupy - Północną i Południową. W trakcie sezonu w obu grupach zaplanowano trzy rundy spotkań między zespołami, jednak w odróżnieniu do poprzednich edycji, nie rozgrywano dwumeczów tylko jedno spotkanie w terminie kolejki, organizowane w soboty.

### Grupa Północna
| - I kolejka – 13.X.1990: - Towimor II Toruń – Stoczniowiec Gdańsk 3:9 - ŁKS II Łódź – Boruta Zgierz (zwycięstwo Boruty) - Znicz Pruszków – Polonia Bydgoszcz - II kolejka – 20.X.1990: - Stoczniowiec Gdańsk – ŁKS II Łódź 6:2 (4:0, 1:0, 1:2) - Polonia Bydgoszcz – Towimor II Toruń 5:4 - Boruta Zgierz – Znicz Pruszków 14:4 - III kolejka – 27.X.1990: - Stoczniowiec Gdańsk – Polonia Bydgoszcz 7:4 (6:2, 1:0, 0:2) - Towimor II Toruń – Boruta Zgierz 8:10 - Znicz Pruszków – ŁKS II Łódź - IV kolejka – 03.XI.1990: - Boruta Zgierz – Stoczniowiec Gdańsk 5:7 (2:5, 2:2, 1:0) - Polonia Bydgoszcz – ŁKS II Łódź 15:2 - Znicz Pruszków – Towimor II Toruń 1:6 - V kolejka – 17.XI.1990: - Stoczniowiec Gdańsk – Znicz Pruszków 9:1 (0:0, 6:0, 3:1) - Towimor II Toruń – ŁKS II Łódź 12:1 - Polonia Bydgoszcz – Boruta Zgierz 9:3 |  | - I kolejka – 24.XI.1990: - Stoczniowiec Gdańsk – Towimor II Toruń 2:1 (0:1, 2:0, 0:0) - Boruta Zgierz – ŁKS II Łódź 8:5 - Polonia Bydgoszcz – Znicz Pruszków 15:2 - II kolejka – 01.XII.1990: - ŁKS II Łódź – Stoczniowiec Gdańsk 4:11 (0:3, 0:5, 4:3) - Towimor II Toruń – Polonia Bydgoszcz 7:4 - Znicz Pruszków – Boruta Zgierz 9:6 - III kolejka – 08.XII.1990: - Polonia Bydgoszcz – Stoczniowiec Gdańsk 11:5 (6:2, 3:3, 2:0) - Boruta Zgierz – Towimor II Toruń 2:2 - ŁKS II Łódź – Znicz Pruszków 6:7 - IV kolejka – 12.I.1991: - Stoczniowiec Gdańsk – Boruta Zgierz 5:0 (walkower) - ŁKS II Łódź – Polonia Bydgoszcz 4:15 - Towimor II Toruń – Znicz Pruszków 6:10 - V kolejka – 19.I.1991: - Znicz Pruszków – Stoczniowiec Gdańsk 1:15 (1:4, 0:5, 0:6) - ŁKS II Łódź – Towimor II Toruń 7:4 (1:0, 4:4, 2:0) - Boruta Zgierz – Polonia Bydgoszcz 5:6 |

| - I kolejka – 26.I.1991: - Towimor II Toruń – Stoczniowiec Gdańsk 3:7 (1:2, 0:4, 2:1) - ŁKS II Łódź – Boruta Zgierz 5:13 - Znicz Pruszków – Polonia Bydgoszcz 6:20 - II kolejka – 02.II.1991: - Stoczniowiec Gdańsk – ŁKS II Łódź 5:0 (walkower) - Polonia Bydgoszcz – Towimor II Toruń 10:3 - Boruta Zgierz – Znicz Pruszków 5:5 - III kolejka – 09.II.1991: - Stoczniowiec Gdańsk – Polonia Bydgoszcz 3:4 (2:1, 0:2, 1:1) - Towimor II Toruń – Boruta Zgierz 9:5 - Znicz Pruszków – ŁKS II Łódź 5:0 (walkower) - IV kolejka – 16.II.1991: - Boruta Zgierz – Stoczniowiec Gdańsk 7:4 - Polonia Bydgoszcz – ŁKS II Łódź 5:0 (walkower) - Znicz Pruszków – Towimor II Toruń 9:7 - V kolejka – 23.II.1991: - Stoczniowiec Gdańsk – Znicz Pruszków 8:6 - Towimor II Toruń – ŁKS II Łódź 5:0 (walkower) - Polonia Bydgoszcz – Boruta Zgierz |                     | \| Lp. \| Zespół \| M \| Pkt \| W \| R \| P \| G + \| G - \| +/- \| \| --- \| ------------------- \| -- \| --- \| -- \| - \| -- \| --- \| --- \| --- \| \| 1 \| Polonia Bydgoszcz \| 14 \| 24 \| 12 \| 0 \| 2 \| 129 \| 54 \| +75 \| \| 2 \| Stoczniowiec Gdańsk \| 15 \| 24 \| 12 \| 0 \| 3 \| 103 \| 52 \| +51 \| \| 3 \| Boruta Zgierz \| 14 \| 14 \| 6 \| 2 \| 6 \| 71 \| 84 \| -13 \| \| 4 \| Znicz Pruszków \| 15 \| 13 \| 6 \| 1 \| 7 \| 68 \| 119 \| -51 \| \| 5 \| Towimor II Toruń \| 15 \| 11 \| 5 \| 1 \| 9 \| 80 \| 82 \| -2 \| \| 6 \| ŁKS II Łódź \| 15 \| 2 \| 1 \| 0 \| 14 \| 46 \| 124 \| -78 \| - = kwalifikacja do eliminacji o miejsce w I lidze - = degradacja. Drużyna ŁKS II Łódź wycofała się rozgrywek po 11 kolejce. Do tego czasu drużyna raz wygrała, 10 razy przegrała (bramki 46-104). |     |    |   |    |     |     |     |
| Lp. | Zespół              | M | Pkt | W  | R | P  | G + | G - | +/- |
| 1 | Polonia Bydgoszcz   | 14 | 24  | 12 | 0 | 2  | 129 | 54  | +75 |
| 2 | Stoczniowiec Gdańsk | 15 | 24  | 12 | 0 | 3  | 103 | 52  | +51 |
| 3 | Boruta Zgierz       | 14 | 14  | 6  | 2 | 6  | 71  | 84  | -13 |
| 4 | Znicz Pruszków      | 15 | 13  | 6  | 1 | 7  | 68  | 119 | -51 |
| 5 | Towimor II Toruń    | 15 | 11  | 5  | 1 | 9  | 80  | 82  | -2  |
| 6 | ŁKS II Łódź         | 15 | 2   | 1  | 0 | 14 | 46  | 124 | -78 |

### Grupa Południowa
| - I kolejka – 13.X.1990: - Stal Sanok – Podhale II Nowy Targ 7:6 (4:2, 0:2, 3:2) - KTH Krynica – Zofiówka Jastrzębie 1:4 (0:2, 1:2, 0:0) - Cracovia – pauza - II kolejka – 20.X.1990: - Zofiówka Jastrzębie – Stal Sanok 8:0 (5:0, 2:0, 1:0) - Cracovia II – KTH Krynica 7:4 - Podhale II Nowy Targ – pauza - III kolejka – 27.X.1990: - Stal Sanok – KTH Krynica 7:3 (2:0, 5:2, 0:1) - Cracovia II – Podhale II Nowy Targ 4:5 - Zofiówka Jastrzębie – pauza - IV kolejka – 03.XI.1990: - Zofiówka Jastrzębie – Cracovia II 10:1 - KTH Krynica – Podhale II Nowy Targ 4:4 - Stal Sanok – pauza - V kolejka – 17.XI.1990: - Cracovia II – Stal Sanok 1:7 (1:2, 0:3, 0:2) - Podhale II Nowy Targ – Zofiówka Jastrzębie 2:7 - KTH Krynica – pauza |  | - I kolejka – 24.XI.1990: - Podhale II Nowy Targ – Stal Sanok 3:2 (0:0, 3:2, 0:0) - Zofiówka Jastrzębie – KTH Krynica 9:3 - Cracovia – pauza - II kolejka – 01.XII.1990: - Stal Sanok – Zofiówka Jastrzębie 3:4 (2:0, 0:2, 1:2) - KTH Krynica – Cracovia II 5:4 (3:0, 1:2, 1:2) - Podhale II Nowy Targ – pauza - III kolejka – 08.XII.1990: - KTH Krynica – Stal Sanok 5:8 (1:4, 1:4, 3:0) - Podhale II Nowy Targ – Cracovia II 10:3 - Zofiówka Jastrzębie – pauza - IV kolejka – 12.I.1991: - Cracovia – Zofiówka Jastrzębie - Podhale II Nowy Targ – KTH Krynica - Stal Sanok – pauza - V kolejka – 19.I.1991: - Stal Sanok – Cracovia II 14:5 (3:1, 10:2, 1:2) - Zofiówka Jastrzębie – Podhale II Nowy Targ 4:0 - KTH Krynica – pauza |

| - I kolejka – 26.I.1991: - Stal Sanok – Podhale II Nowy Targ 10:1 (5:0, 3:1, 2:0) - KTH Krynica – Zofiówka Jastrzębie - Cracovia – pauza - II kolejka – 02.II.1991: - Zofiówka Jastrzębie – Stal Sanok 5:1 (2:0, 2:0, 1:1) - Cracovia II – KTH Krynica - Podhale II Nowy Targ – pauza - III kolejka – 09.II.1991: - Stal Sanok – KTH Krynica 9:6 (1:1, 6:1, 2:4) - Cracovia II – Podhale II Nowy Targ - Zofiówka Jastrzębie – pauza - IV kolejka – 16.II.1991: - Zofiówka Jastrzębie – Cracovia II 8:3 - KTH Krynica – Podhale II Nowy Targ 5:1 - Stal Sanok – pauza - V kolejka – 23.II.1991: - Cracovia II – Stal Sanok 4:5 (2:1, 1:2, 1:2) - Podhale II Nowy Targ – Zofiówka Jastrzębie - KTH Krynica – pauza |                      | \| Lp. \| Zespół \| M \| Pkt \| W \| R \| P \| G + \| G - \| +/- \| \| --- \| -------------------- \| -- \| --- \| - \| - \| - \| --- \| --- \| --- \| \| 1 \| Zofiówka Jastrzębie \| 12 \| \| \| \| \| \| \| \| \| 2 \| Stal Sanok \| 12 \| 16 \| 8 \| 0 \| 4 \| 73 \| 51 \| +22 \| \| 3 \| Podhale II Nowy Targ \| 12 \| \| \| \| \| \| \| \| \| 4 \| KTH Krynica \| 12 \| \| \| \| \| \| \| \| \| 5 \| Cracovia II \| 12 \| \| \| \| \| \| \| \| - = kwalifikacja do eliminacji o miejsce w I lidze - = degradacja |     |   |   |   |     |     |     |
| Lp. | Zespół               | M | Pkt | W | R | P | G + | G - | +/- |
| 1 | Zofiówka Jastrzębie  | 12 |     |   |   |   |     |     |     |
| 2 | Stal Sanok           | 12 | 16  | 8 | 0 | 4 | 73  | 51  | +22 |
| 3 | Podhale II Nowy Targ | 12 |     |   |   |   |     |     |     |
| 4 | KTH Krynica          | 12 |     |   |   |   |     |     |     |
| 5 | Cracovia II          | 12 |     |   |   |   |     |     |     |

## Eliminacje do I ligi
W rozgrywce o mistrzostwo II ligi, jednocześnie stanowiącej eliminacje o awans do I ligi, w półfinale przydzielono dwie pierwsze drużyny z obu grup (1. drużyna Grupy Północnej z 2. drużyną Grupy Południowej oraz 1. drużyna Grupy Południowej z 2. drużyną Grupy Północnej). Rywalizacja, zarówno w półfinałach jak i w finale, toczyła się w dwumeczach.
Półfinał
- 02.III.1991[41][42]:
  - Stal Sanok – Polonia Bydgoszcz 3:4 (1:1, 0:1, 2:2)
  - Stoczniowiec Gdańsk – Zofiówka Jastrzębie 3:3 (1:1, 2:1, 0:1)
- 09.III.1991[43][44]:
  - Polonia Bydgoszcz – Stal Sanok 6:3 (1:0, 2:1, 3:2)
  - Zofiówka Jastrzębie – Stoczniowiec Gdańsk 4:0 (2:0, 1:0, 1:0)

Finał
- 16.III.1991:
  - Zofiówka Jastrzębie – Polonia Bydgoszcz 4:3
- 23.III.1991[45]:
  - Polonia Bydgoszcz – Zofiówka Jastrzębie 3:3 (1:3, 1:0, 1:0)

Mistrzostwo II ligi edycji 1990/1991 i jednocześnie awans do I ligi w sezonie 1991/1992 uzyskał zespół Zofiówki Jastrzębie.